# Armitage Shanks

Logo

Armitage Shanks ist ein Hersteller von Sanitärkeramik im Vereinigten Königreich, dessen Ursprung in das Jahr 1817 zurückreicht. Seit 2024 gehört Armitage Shanks zu Villeroy & Boch.

## Geschichte

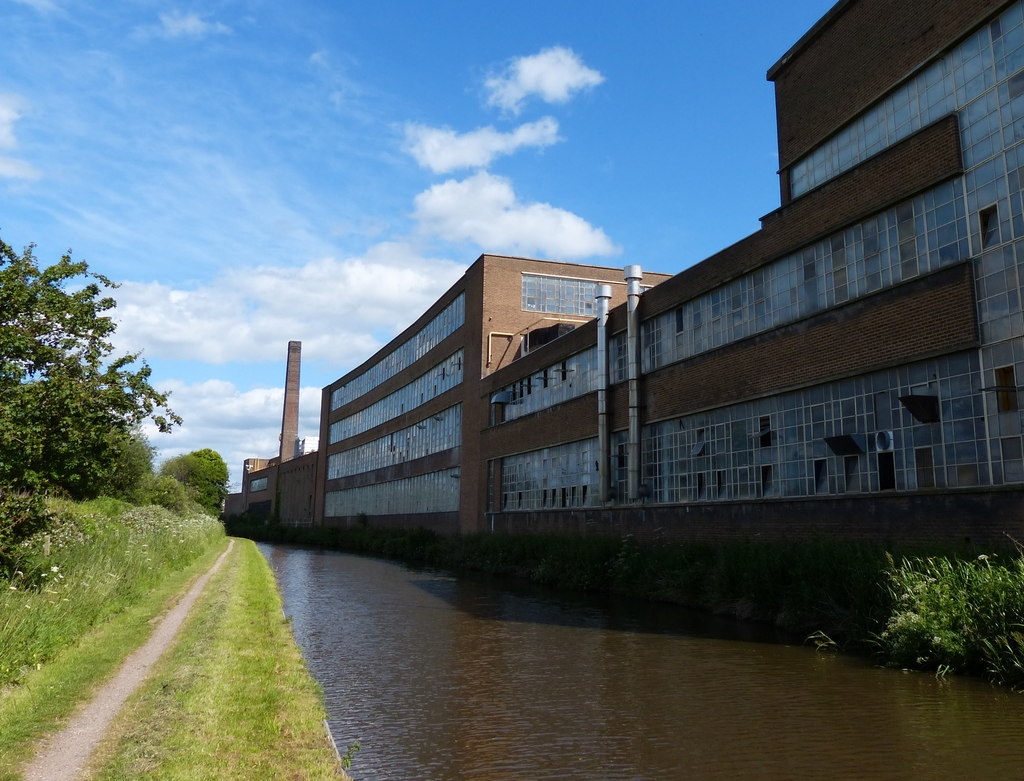
Werk in Armitage

Das Unternehmen entstand im Jahr 1969 durch die Fusion der beiden Traditionsunternehmen Armitage Ware und Shanks.

### Armitage Ware
Gegründet wurde der Vorläufer im Jahr 1817 von Thomas Bond im Dorf Armitage, Staffordshire. Ursprünglich als kleine Töpferei begonnen, verlagerte sich der Schwerpunkt im Laufe des 19. Jahrhunderts zunehmend auf die Produktion von Sanitärkeramik. Ein bedeutender Schritt war die Übernahme durch Salt and Swan im Jahr 1851, die eine Ausweitung der Fertigung ermöglichte. Im Jahr 1867 entstand durch Initiative des Gemeindepfarrers von Armitage die „Edward Johns and Co Sanitary Pottery“, später bekannt als „Armitage Ware“.

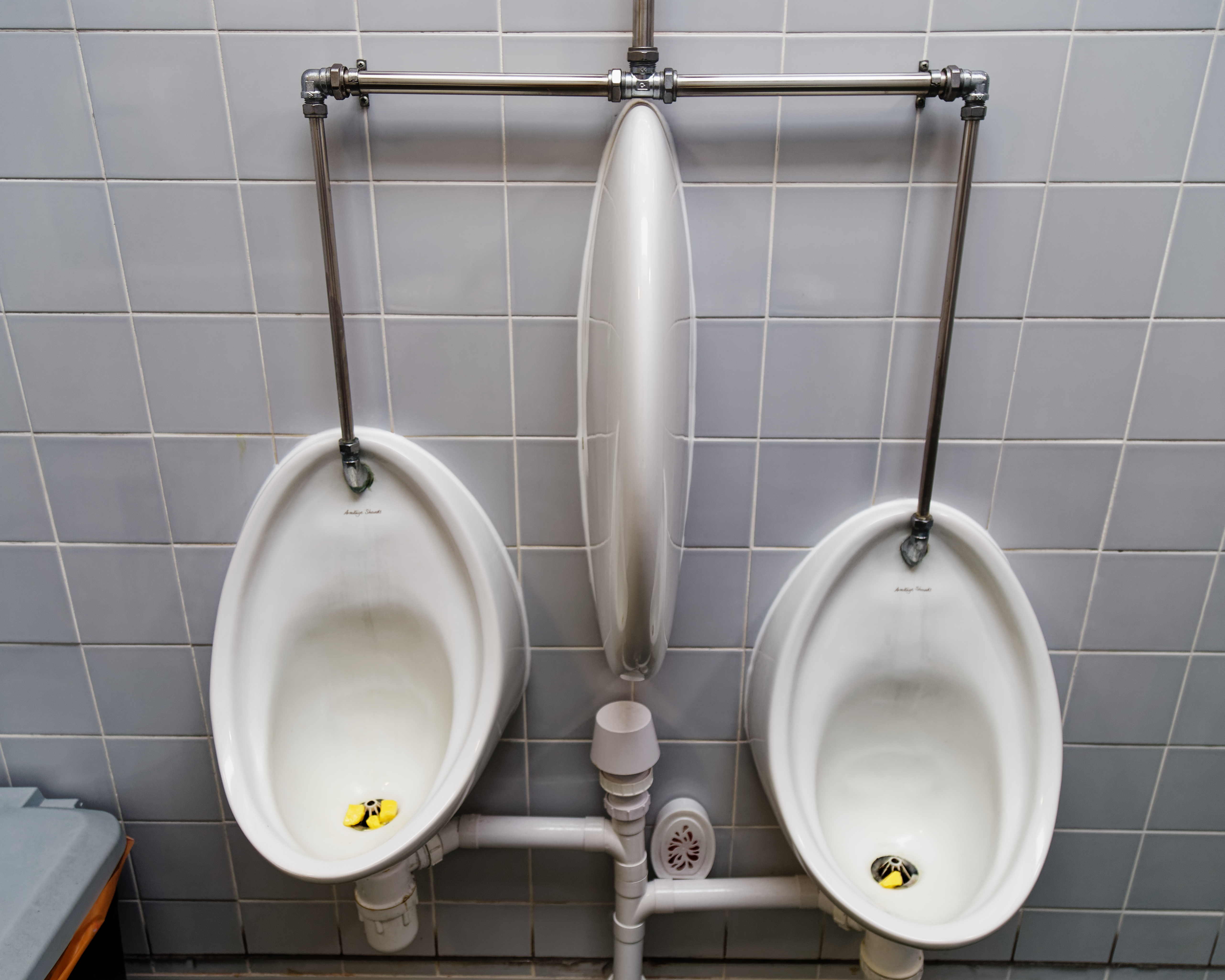
Armitage Shanks-Pissoirs im Harlow Museum & Walled Gardens in Harlow, Essex, England.

### Shanks
Unabhängig davon wurde 1878 in Barrhead bei Glasgow das Unternehmen Shanks gegründet, das sich ebenfalls auf Sanitärtechnik spezialisierte.

### Fusion
Im Jahr 1969 erfolgte der Zusammenschluss der beiden Unternehmen zu Armitage Shanks. Diese Fusion vereinte zwei etablierte Marken und stärkte die Marktposition erheblich.
1999 wurde Armitage Shanks von dem belgischen Konkurrenten Ideal Standard übernommen, was die internationale Ausrichtung und Innovationskraft weiter vorantrieb. Heute ist Armitage Shanks Teil eines global agierenden Konzerns und steht weiterhin für Qualität, Tradition und technische Kompetenz im Bereich Sanitärkeramik.
Die Muttergesellschaft Ideal Standard wurde 2024 von Villeroy & Boch übernommen.

## Umsatz und Mitarbeiter
Mit der Übernahme durch Ideal Standard im Jahr 1999 stieg der Umsatz von Armitage Shanks auf über 200 Millionen Pfund. Die Zahl der Beschäftigten erhöhte sich auf rund 3.300 an 15 Standorten im Vereinigten Königreich und Irland.

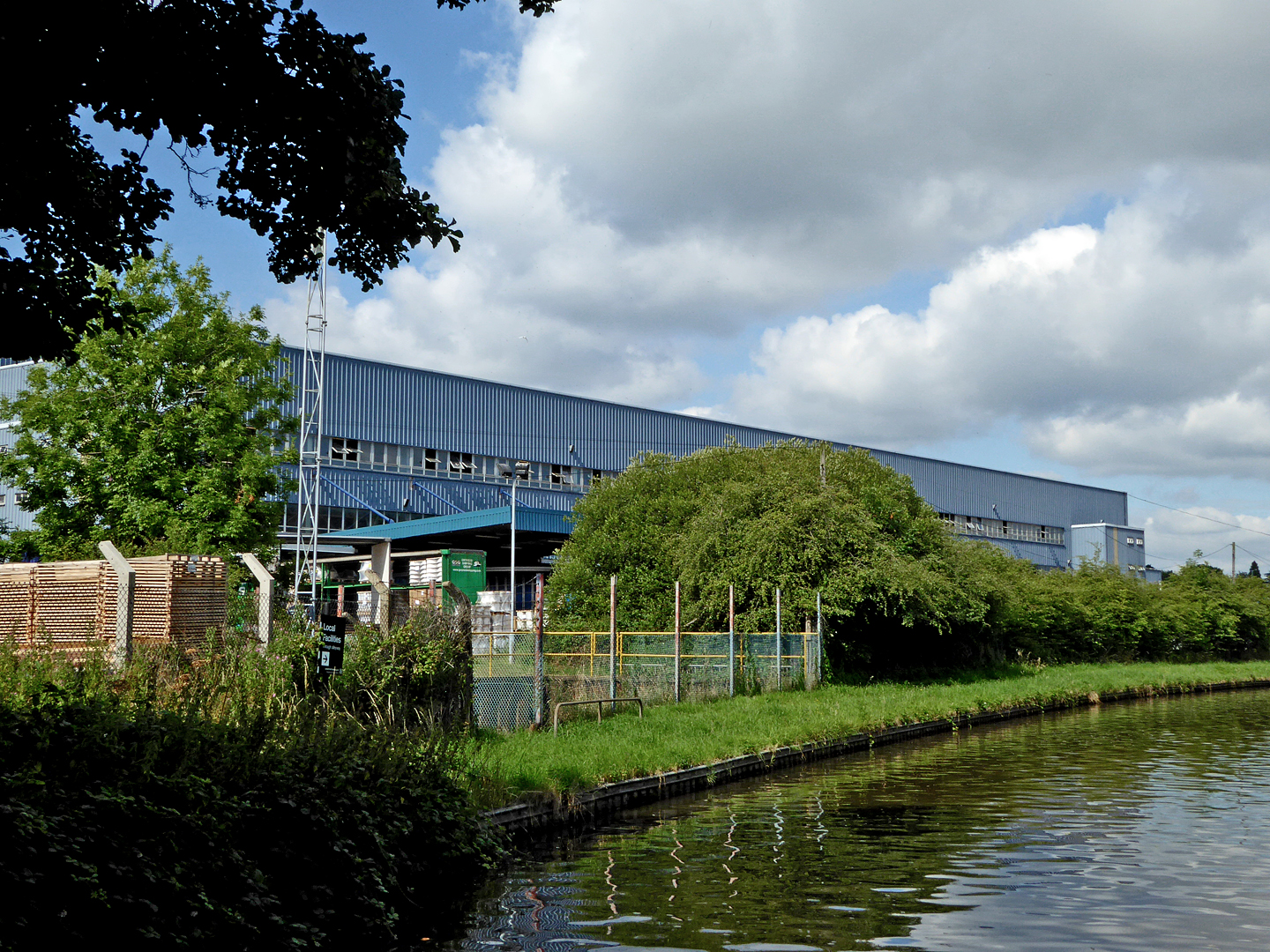
Frontansicht des Werkes in Armitage

## Kundenkreis und Produktpalette

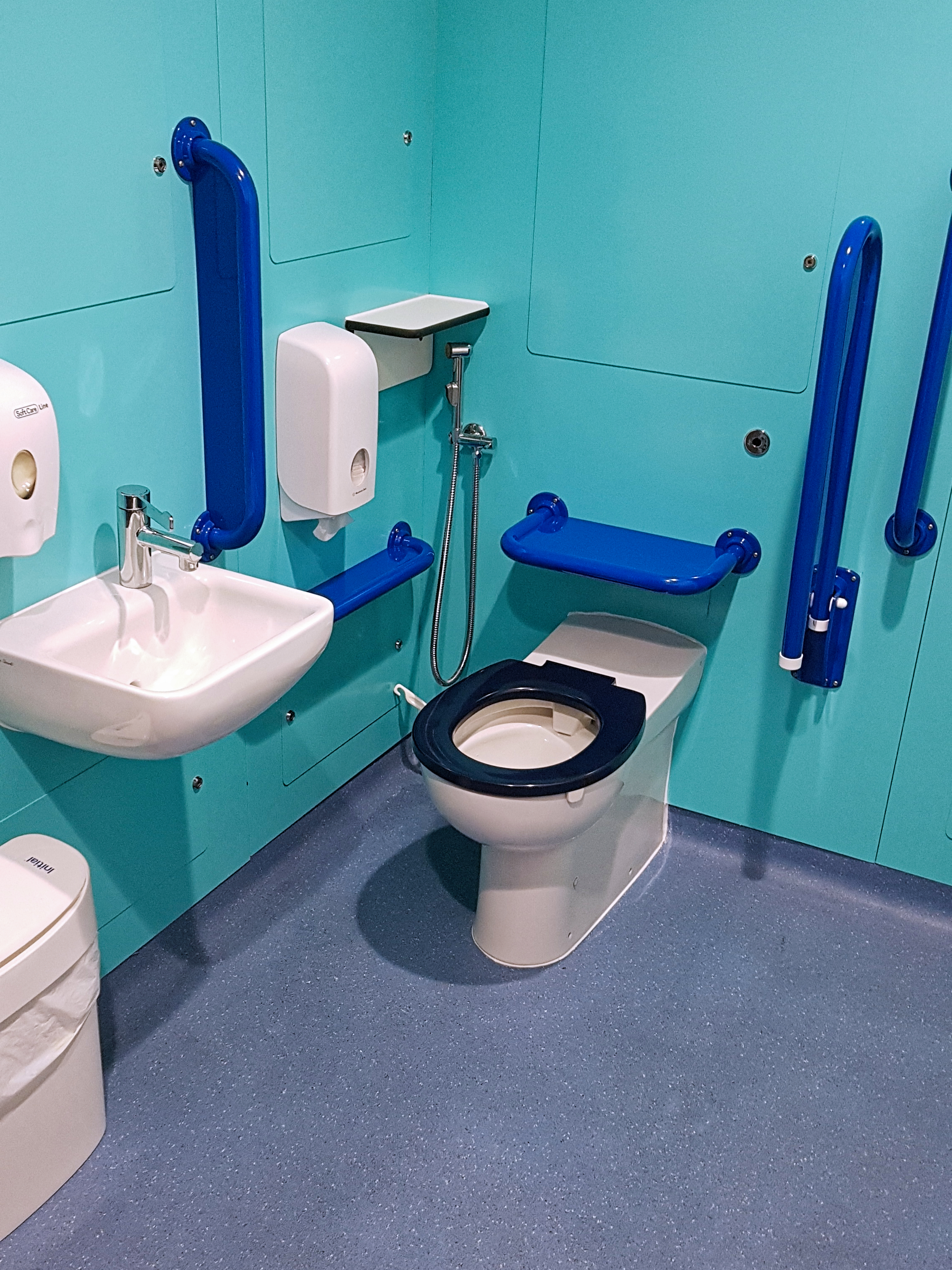
Toilettenkabine für Behinderte in der Wood Green Shopping City in Haringey, London, England.

Armitage Shanks richtet sich mit seinem Angebot sowohl an gewerbliche als auch an öffentliche Auftraggeber. Die Produkte sind besonders in Schulen, Krankenhäusern, Bürogebäuden, Hotels und anderen öffentlichen Einrichtungen weit verbreitet. Die Produktpalette umfasst Toiletten, Waschbecken, Urinale, Armaturen, Badewannen, Duschwannen und Zubehör für barrierefreie Sanitärlösungen.